# HiSky
HiSky — молдовська авіакомпанія, яка базується в Кишиневі, Молдова, має додатковий сертифікат експлуатації повітряних суден (AOC) у Румунії. 
Основними базами авіакомпаній є міжнародні аеропорти Кишиніва та Клуж. 

## Напрямки
Станом на квітень 2022
| Країна          | Місто           | Аеропорт           | Примітки        | Ref.  |
| --------------- | --------------- | ------------------ | --------------- | ----- |
| Єгипет          | Хургада         | Хургада            | Сезонний чартер | [ 2 ] |
| Єгипет          | Шарм-ель-Шейх   | Шарм-ель-Шейх      | Сезонний чартер | [ 2 ] |
| Франція         | Бове            | Париж-Бове         |                 | [ 3 ] |
| Німеччина       | Франкфурт       | Франкфурт          |                 | [ 4 ] |
| Ірландія        | Дублін          | Дублін             |                 | [ 4 ] |
| Ізраїль         | Тель-Авів       | Тель-Авів          |                 | [ 3 ] |
| Італія          | Бергамо         | Бергамо            |                 | [ 5 ] |
| Молдова         | Кишинів         | Кишинів            | База            | [ 3 ] |
| Марокко         | Агадір          | Агадір             | Сезонний чартер | [ 2 ] |
| Португалія      | Лісабон         | Лісабон            |                 | [ 4 ] |
| Румунія         | Бая-Маре        | Бая-Маре           |                 | [ 2 ] |
| Румунія         | Клуж-Напока     | Клуж               |                 | [ 4 ] |
| Румунія         | Бухарест        | Бухарест           |                 | [ 6 ] |
| Румунія         | Орадя           | Орадя              | Сезонний чартер | [ 2 ] |
| Румунія         | Сату-Маре       | Сату-Маре          |                 | [ 2 ] |
| Румунія         | Тиргу-Муреш     | Тиргу-Муреш        |                 | [ 7 ] |
| Росія           | Москва          | Москова-Домодєдово | призупинено     | [ 3 ] |
| Росія           | Санкт-Петербург | Пулково            | призупинено     | [ 3 ] |
| Туніс           | Монастір        | Монастір           | Сезонний чартер | [ 2 ] |
| Туреччина       | Анталія         | Анталія            | Сезонний чартер | [ 2 ] |
| Туреччина       | Стамбул         | Стамбул            |                 | [ 3 ] |
| Велика Британія | Лондон          | Лондон-Станстед    | Припинено       | [ 3 ] |

## Флот
станом на квітень 2022:
| Тип             | В дії | Замовлення | Пасажири | Примітки |
| --------------- | ----- | ---------- | -------- | -------- |
| Airbus A319-100 | 1     | —          | 144      |          |
| Airbus A320-200 | 4     | —          | 180      |          |
| Загалом         | 5     | —          |          |          |